# Henry Sims
Henry Sims (Baltimora, 27 marzo 1990) è un cestista statunitense.